# Monedele euro austriece
Euro (simbol EUR sau €) este moneda comună pentru majoritatea țărilor europene, care fac parte din Uniunea Europeană. Moneda Euro are două fețe diferite, una comună (fața "europeană", arătând valoarea monedei) și una națională ce conține un desen ales de către statul membru UE în care este emisă moneda. Fiecare stat are unul sau mai multe desene proprii. 
Pentru imagini cu fața comună și descrieri detaliate ale monedelor, vezi Monede euro.
Monedele Euro austriece conțin desene diferite pentru fiecare dintre cele opt valori. Toate au fost desenate de Josef Kaiser, cele mici ilustrând flori, cele medii reprezentând elemente arhitecturale și cele două mari fiind dedicate unor oameni celebri. Toate desenele au cele 12 stele ale UE și anul emiterii. Unic pentru fața națională a monedelor austriece este faptul că valoarea nominală este inscripționată și pe această față, inclusiv "euro (cent)", valorile mici fiind notate cu litere (în limba germană: EIN, ZWEI, respectiv FÜNF). 
| 0,01 €                                     | 0,02 €                                                      | 0,05 €                                                                              |
| ------------------------------------------ | ----------------------------------------------------------- | ----------------------------------------------------------------------------------- |
|                                            |                                                             |                                                                                     |
| Floarea de gențiană                        | Floarea de colț                                             | Ciuboțica cucului de munte                                                          |
| 0,10 €                                     | 0,20 €                                                      | 0,50 €                                                                              |
|                                            |                                                             |                                                                                     |
| Catedrala Sfântul Ștefan din Viena (Gotic) | Palatul Belvedere (Baroc)                                   | Clădirea Secesiunii (Secesiunea vieneză)                                            |
| 1,00 €                                     | 2,00 €                                                      | Marginea monedei de 2 €                                                             |
|                                            |                                                             |                                                                                     |
| Wolfgang Amadeus Mozart (compozitor)       | Bertha von Suttner (laureată a Premiului Nobel pentru Pace) | De patru ori 2 EURO ★ ★ ★ (trei stele), alternativ drept și rotit în unghi de 180°. |